# Булак-Башы (Джалал-Абадская область)
Булак-Башы (кирг. Булак-Башы) — село в Ала-Букинском районе Джалал-Абадской области Кыргызстана. Входит в состав Кёк-Ташского айылного аймака.

## География
Село расположено в юго-западной части области, на берегах реки Гузурумсай (левый приток реки Гавасай), вблизи государственной границы с Узбекистаном, на расстоянии приблизительно 40 километров (по прямой) к юго-западу от села Ала-Бука, административного центра района. Абсолютная высота — 1065 метров над уровнем моря.

## Население
Согласно оценочным данным Национального статистического комитета Кыргызской Республики, численность населения села на начало 2023 года составляла 519 человек.
| год     | 2009 | 2014 | 2015 | 2020 | 2021 | 2023 |
| ------- | ---- | ---- | ---- | ---- | ---- | ---- |
| человек | 446  | 497  | 561  | 558  | 571  | 519  |